# Dis Is Da Drum
Albums de Herbie Hancock
A Tribute to Miles
(1994) The New Standard
(1995)
Dis Is Da Drum est un album de Herbie Hancock sorti en 1994.

## Titres
1. "Call It '95" (Griffin, Hancock, Robertson, Smith, Summers) – 4:39
2. "Dis Is da Drum" (Griffin, Hancock, Lasar, Robertson, Summers) – 4:49
3. "Shooz" (Griffin, Moreira, Summers) – 1:17
4. "Melody (On the Deuce by 44)" (Factor, Griffin, Robertson, Smith) – 4:05
5. "Mojuba" (Griffin, Hancock, Lasar, Robertson, Summers) – 4:59
6. "Butterfly" (Hancock, Maupin) – 6:08
7. "Ju Ju" (Galarraga, Griffin, Lasar, Summers) – 5:03
8. "Hump" (Maupin, Roney, Shanklin) – 4:43
9. "Come and See Me" (Hancock, Smith, Watson) – 4:32
10. "Rubber Soul" (Griffin, Hancock, Robertson, Smith, Summers) – 6:40
11. "Bo Ba Be Da" (Hancock, Watson) – 8:04

## Musiciens
- Francis Awe – chant
- Skip Bunny – djembe
- Chill Factor – dap
- Guy Eckstine – batterie
- Lazaro Galarraga – chant
- Will "Roc" Griffin – sampling, loops, sequencing, rhythm arrangements
- Herbie Hancock – synthétiseur, piano, piano électrique, clavinet, Moog synthétiseur, synthétiseur basse, rhythm arrangements
- Nengue Hernandez – bata
- William Kennedy – batterie
- Mars Lasar – synthétiseur, claviers, sound design
- Bennie Maupin – saxophone ténor
- Airto Moreira – Percussions
- The "Real" Richie Rich – scratching
- Darrell Robertson – guitare, rhythm arrangements
- Wallace Roney – trompette
- Jay Shanklin 	– rhythm arrangements
- Darrell Smith – claviers, piano électrique, rhythm arrangements
- Ken Strong – batterie
- Bill Summers – percussions, conga, tambourin, cloches, djun-djun, djembe, shekere, arrangement chant, rhythm arrangements, cabasa
- Frank Thibeaux – basse
- Melvin "Wah-Wah Watson" Ragin – guitare
- chœurs - Marina Bambino, Huey Jackson, Hollis Payseur, Angel Rogers, Yvette Summers, Louis Verdeaux